# ATP Challenger Tour 2016
Navigation
Saison 2015 Saison 2017
La saison 2016 de l'ATP Challenger Tour, circuit secondaire du tennis professionnel organisé par l'ATP, comprend 166 tournois répartis en cinq catégories en fonction de leur dotation qui varie de 40 000 à 125 000 $ ou de 35 000 à 106 500 €.

## Répartition des tournois

### Par pays hôte
Quarante deux pays ont accueilli au moins un tournoi Challenger cette saison. Voici la liste et le nombre de tournois organisés par pays :
| - Italie : 24 - États-Unis : 20 - France : 13 - Chine : 11 - Allemagne : 6 - Mexique : 6 - Australie : 5 - Brésil : 5 - Colombie : 5 - République tchèque : 5 | - Canada : 4 - Corée du Sud : 4 - Ouzbékistan : 4 - Maroc : 4 - Thaïlande : 4 - Argentine : 3 - Japon : 3 - Pologne : 3 - Royaume-Uni : 3 - Slovaquie : 3 | - Chili : 2 - Espagne : 2 - Inde : 2 - Kazakhstan : 2 - Pays-Bas : 2 - Russie : 2 - Suède : 2 - Taïwan : 2 - Turquie : 2 | - Belgique : 1 - Bosnie-Herzégovine : 1 - Équateur : 1 - Finlande : 1 - Hongrie : 1 - Israël : 1 - Pérou : 1 - Philippines : 1 - République dominicaine : 1 - Roumanie : 1 - Slovénie : 1 - Uruguay : 1 - Viêt Nam : 1 |

### Par surface de jeu
| Surface de jeu     | Dur (ext.) | Dur (int.) | Terre battue (ext.) | Terre battue (int.) | Gazon (ext.) | Moquette (int.) |
| Nombre de tournois |            |            |                     |                     |              |                 |

### Par catégorie
Les tournois sont répartis en cinq catégories en fonction de leur dotation et des points ATP qu'ils distribuent.
| Catégorie du tournoi | Nombre |
| -------------------- | ------ |
| ATP Challenger 125   | 11     |
| ATP Challenger 110   | 14     |
| ATP Challenger 100   | 24     |
| ATP Challenger 90    | 78     |
| ATP Challenger 80    | 39     |

## Palmarès

### Janvier
| Date       | Tournoi                                                                    | Vainqueurs                              | Finalistes                                  | Score             |
| ---------- | -------------------------------------------------------------------------- | --------------------------------------- | ------------------------------------------- | ----------------- |
| 4 janvier  | Challenger BNP Paribas Nouméa Nouméa 75 000 $ +H – Dur – Tableaux          | Adrian Mannarino                        | Alejandro Falla                             | 5-7, 6-2, 6-2     |
| 4 janvier  | Challenger BNP Paribas Nouméa Nouméa 75 000 $ +H – Dur – Tableaux          | Julien Benneteau Édouard Roger-Vasselin | Grégoire Barrère Tristan Lamasine           | 7-64, 3-6, [10-5] |
| 4 janvier  | City of Onkaparinga ATP Challenger Happy Valley 75 000 $ – Dur – Tableaux  | Taylor Fritz                            | Dudi Sela                                   | 7-67, 6-2         |
| 4 janvier  | City of Onkaparinga ATP Challenger Happy Valley 75 000 $ – Dur – Tableaux  | Matteo Donati Andrey Golubev            | Denys Molchanov Aleksandr Nedovyesov        | 3-6, 7-65, [10-1] |
| 4 janvier  | KPN Bangkok Open I Bangkok 50 000 $ +H – Dur – Tableaux                    | Mikhail Youzhny                         | Go Soeda                                    | 6-3, 6-4          |
| 4 janvier  | KPN Bangkok Open I Bangkok 50 000 $ +H – Dur – Tableaux                    | Johan Brunström Andreas Siljeström      | Gero Kretschmer Alexander Satschko          | 6-3, 6-4          |
| 4 janvier  | Torneo Challenger de Mendoza Mendoza 50 000 $ +H – Terre battue – Tableaux | Gerald Melzer                           | Axel Michon                                 | 4-6, 6-4, 6-0     |
| 4 janvier  | Torneo Challenger de Mendoza Mendoza 50 000 $ +H – Terre battue – Tableaux | Máximo González José Hernández          | Julio Peralta Horacio Zeballos              | 4-6, 6-3, [10-1]  |
| 11 janvier | Canberra ATP Challenger Canberra 75 000 $ – Dur – Tableaux                 | Paolo Lorenzi                           | Ivan Dodig                                  | 6-2, 6-4          |
| 11 janvier | Canberra ATP Challenger Canberra 75 000 $ – Dur – Tableaux                 | Mariusz Fyrstenberg Santiago González   | Maverick Banes Jarryd Chaplin               | 7-63, 6-3         |
| 11 janvier | KPN Bangkok Open II Bangkok 50 000 $ +H – Dur – Tableaux                   | Mikhail Youzhny                         | Adam Pavlásek                               | 6-4, 6-1          |
| 11 janvier | KPN Bangkok Open II Bangkok 50 000 $ +H – Dur – Tableaux                   | Wesley Koolhof Matwé Middelkoop         | Gero Kretschmer Alexander Satschko          | 6-3, 7-61         |
| 11 janvier | Racket Club Open Buenos Aires 50 000 $ +H – Terre battue – Tableaux        | Facundo Bagnis                          | Arthur De Greef                             | 6-3, 6-2          |
| 11 janvier | Racket Club Open Buenos Aires 50 000 $ +H – Terre battue – Tableaux        | Facundo Bagnis Máximo González          | Sergio Galdós Christian Lindell             | 6-1, 6-2          |
| 18 janvier | Philippine Open Manille 75 000 $ – Dur – Tableaux                          | Mikhail Youzhny                         | Marco Chiudinelli                           | 6-4, 6-4          |
| 18 janvier | Philippine Open Manille 75 000 $ – Dur – Tableaux                          | Johan Brunström Frederik Nielsen        | Francis Casey Alcantara Christopher Rungkat | 6-2, 6-2          |
| 18 janvier | Vivo Tennis Cup Rio de Janeiro 50 000 $ – Terre battue – Tableaux          | Facundo Bagnis                          | Guilherme Clezar                            | 6-4, 4-6, 6-2     |
| 18 janvier | Vivo Tennis Cup Rio de Janeiro 50 000 $ – Terre battue – Tableaux          | Gastão Elias André Ghem                 | Jonathan Eysseric Miguel Ángel Reyes-Varela | 6-4, 7-62         |
| 25 janvier | Claro Open Bucaramanga Bucaramanga 50 000 $ +H – Terre battue – Tableaux   | Gerald Melzer                           | Paolo Lorenzi                               | 6-3, 6-1          |
| 25 janvier | Claro Open Bucaramanga Bucaramanga 50 000 $ +H – Terre battue – Tableaux   | Julio Peralta Horacio Zeballos          | Sergio Galdós Luis David Martínez           | 6-2, 6-2          |
| 25 janvier | SportMaster Tennis Championships of Maui Maui 50 000 $ – Dur – Tableaux    | Wu Di                                   | Kyle Edmund                                 | 4-6, 6-3, 6-4     |
| 25 janvier | SportMaster Tennis Championships of Maui Maui 50 000 $ – Dur – Tableaux    | Jason Jung Dennis Novikov               | Alex Bolt Frank Moser                       | 6-3, 4-6, [10-8]  |

### Février
| Date        | Tournoi                                                                           | Vainqueurs                            | Finalistes                      | Score             |
| ----------- | --------------------------------------------------------------------------------- | ------------------------------------- | ------------------------------- | ----------------- |
| 1er février | RBC Tennis Championships of Dallas Dallas 100 000 $ – Dur (int.) – Tableaux       | Kyle Edmund                           | Daniel Evans                    | 6-3, 6-2          |
| 1er février | RBC Tennis Championships of Dallas Dallas 100 000 $ – Dur (int.) – Tableaux       | Nicolas Meister Eric Quigley          | Sekou Bangoura Dean O'Brien     | 6-1, 6-1          |
| 1er février | NSFP Launceston International Launceston 75 000 $ – Dur – Tableaux                | Blake Mott                            | Andrey Golubev                  | 64-7, 6-1, 6-2    |
| 1er février | NSFP Launceston International Launceston 75 000 $ – Dur – Tableaux                | Luke Saville Jordan Thompson          | Dayne Kelly Matt Reid           | 6-1, 4-6, [13-11] |
| 8 février   | Milex Tennis Open Saint-Domingue 75 000 $ +H – Terre battue – Tableaux            | Guido Andreozzi                       | Nicolás Kicker                  | 6-0, 6-4          |
| 8 février   | Milex Tennis Open Saint-Domingue 75 000 $ +H – Terre battue – Tableaux            | Ariel Behar Giovanni Lapentti         | Jonathan Eysseric Franko Škugor | 7-5, 6-4          |
| 8 février   | Trofeo Perrel - FAIP Bergame 42 500 € +H – Dur (int.) – Tableaux                  | Pierre-Hugues Herbert                 | Egor Gerasimov                  | 6-3, 7-65         |
| 8 février   | Trofeo Perrel - FAIP Bergame 42 500 € +H – Dur (int.) – Tableaux                  | Ken Skupski Neal Skupski              | Nikola Mektić Antonio Šančić    | 6-3, 7-5          |
| 15 février  | Wrocław Open Wrocław 85 000 € +H – Dur (int.) – Tableaux                          | Marco Chiudinelli                     | Jan Hernych                     | 6-3, 7-69         |
| 15 février  | Wrocław Open Wrocław 85 000 € +H – Dur (int.) – Tableaux                          | Pierre-Hugues Herbert Albano Olivetti | Nikola Mektić Antonio Šančić    | 6-3, 7-64         |
| 15 février  | Morelos Open Cuernavaca 50 000 $ +H – Dur – Tableaux                              | Gerald Melzer                         | Alejandro González              | 7-64, 6-3         |
| 15 février  | Morelos Open Cuernavaca 50 000 $ +H – Dur – Tableaux                              | Philip Bester Peter Polansky          | Marcelo Arévalo Sergio Galdós   | 6-4, 3-6, [10-6]  |
| 15 février  | Delhi Open New Delhi 50 000 $ – Dur – Tableaux                                    | Stéphane Robert                       | Saketh Myneni                   | 6-3, 6-0          |
| 15 février  | Delhi Open New Delhi 50 000 $ – Dur – Tableaux                                    | Yuki Bhambri Mahesh Bhupathi          | Saketh Myneni Sanam Singh       | 6-3, 4-6, [10-5]  |
| 22 février  | Challenger La Manche Cherbourg 42 500 € +H – Dur (int.) – Tableaux                | Jordan Thompson                       | Adam Pavlásek                   | 4-6, 6-4, 6-1     |
| 22 février  | Challenger La Manche Cherbourg 42 500 € +H – Dur (int.) – Tableaux                | Ken Skupski Neal Skupski              | Yoshihito Nishioka Aldin Šetkić | 4-6, 6-3, [10-6]  |
| 22 février  | Shimadzu All Japan Indoor Championships Kyoto 50 000 $ +H – Dur (int.) – Tableaux | Yuichi Sugita                         | Zhang Ze                        | 5-7, 6-3, 6-4     |
| 22 février  | Shimadzu All Japan Indoor Championships Kyoto 50 000 $ +H – Dur (int.) – Tableaux | Gong Maoxin Yi Chu-huan               | Go Soeda Yasutaka Uchiyama      | 6-3, 7-67         |
| 29 février  | Open BNP Paribas Banque de Bretagne Quimper 42 500 € +H – Dur (int.) – Tableaux   | Andrey Rublev                         | Paul-Henri Mathieu              | 6-7, 6-4, 6-4     |
| 29 février  | Open BNP Paribas Banque de Bretagne Quimper 42 500 € +H – Dur (int.) – Tableaux   | Tristan Lamasine Albano Olivetti      | Nikola Mektić Antonio Šančić    | 6-2, 4-6, [10-7]  |

### Mars
| Date    | Tournoi                                                                                        | Vainqueurs                            | Finalistes                            | Score             |
| ------- | ---------------------------------------------------------------------------------------------- | ------------------------------------- | ------------------------------------- | ----------------- |
| 7 mars  | Abierto de Puebla Puebla 75 000 $ +H – Dur (int.) – Tableaux                                   | Eduardo Struvay                       | Pedja Krstin                          | 4-6, 6-4, 6-4     |
| 7 mars  | Abierto de Puebla Puebla 75 000 $ +H – Dur (int.) – Tableaux                                   | Marcus Daniell Artem Sitak            | Santiago González Mate Pavić          | 3-6, 6-2, [12-10] |
| 7 mars  | RC Hotel Open Jönköping 42 500 € +H – Dur (int.) – Tableaux                                    | Andrey Golubev                        | Karen Khachanov                       | 69-7, 7-65, 7-64  |
| 7 mars  | RC Hotel Open Jönköping 42 500 € +H – Dur (int.) – Tableaux                                    | Isak Arvidsson Fred Simonsson         | Markus Eriksson Milos Sekulic         | 6-3, 3-6, [10-6]  |
| 7 mars  | ATP Challenger Zhuhai Zhuhai 50 000 $ +H – Dur – Tableaux                                      | Thomas Fabbiano                       | Zhang Ze                              | 5-7, 6-1, 6-3     |
| 7 mars  | ATP Challenger Zhuhai Zhuhai 50 000 $ +H – Dur – Tableaux                                      | Gong Maoxin Yi Chu-huan               | Hsieh Cheng-peng Wu Di                | 2-6, 6-1, [10-5]  |
| 7 mars  | Cachantún Cup Santiago 50 000 $ +H – Terre battue – Tableaux                                   | Facundo Bagnis                        | Rogério Dutra Silva                   | 63-7, 6-4, 6-3    |
| 7 mars  | Cachantún Cup Santiago 50 000 $ +H – Terre battue – Tableaux                                   | Julio Peralta Hans Podlipnik-Castillo | Facundo Bagnis Máximo González        | 7-64, 4-6, [10-5] |
| 14 mars | BMW of Dallas Irving Tennis Classic Irving 125 000 $ +H – Dur – Tableaux                       | Marcel Granollers                     | Aljaž Bedene                          | 6-1, 6-1          |
| 14 mars | BMW of Dallas Irving Tennis Classic Irving 125 000 $ +H – Dur – Tableaux                       | Nicholas Monroe Aisam-Ul-Haq Qureshi  | Chris Guccione André Sá               | 6-2, 5-7, [10-4]  |
| 14 mars | Jalisco Open Guadalajara 100 000 $ – Dur – Tableaux                                            | Malek Jaziri                          | Stéphane Robert                       | 5-7, 6-3, 7-65    |
| 14 mars | Jalisco Open Guadalajara 100 000 $ – Dur – Tableaux                                            | Gero Kretschmer Alexander Satschko    | Santiago González Mate Pavić          | 6-3, 4-6, [10-2]  |
| 14 mars | GDD Cup International Guangzhou Canton 50 000 $ +H – Dur – Tableaux                            | Nikoloz Basilashvili                  | Lukáš Lacko                           | 6-1, 66-7, 7-5    |
| 14 mars | GDD Cup International Guangzhou Canton 50 000 $ +H – Dur – Tableaux                            | Alexander Kudryavtsev Denys Molchanov | Sanchai Ratiwatana Sonchat Ratiwatana | 6-2, 6-2          |
| 14 mars | Challenger Banque Nationale de Drummondville Drummondville 50 000 $ +H – Dur (int.) – Tableaux | Daniel Evans                          | Edward Corrie                         | 6-3, 6-4          |
| 14 mars | Challenger Banque Nationale de Drummondville Drummondville 50 000 $ +H – Dur (int.) – Tableaux | James Cerretani Max Schnur            | Daniel Evans Lloyd Glasspool          | 3-6, 6-3 [11-9]   |
| 14 mars | Kazan Kremlin Cup Kazan 40 000 $ +H – Dur (int.) – Tableaux                                    | Tobias Kamke                          | Aslan Karatsev                        | 6-4, 6-2          |
| 14 mars | Kazan Kremlin Cup Kazan 40 000 $ +H – Dur (int.) – Tableaux                                    | Alexander Bury Igor Zelenay           | Konstantin Kravchuk Philipp Oswald    | 6-2, 4-6, [10-6]  |
| 21 mars | Gemdale ATP Challenger Shenzhen Shenzhen 75 000 $ +H – Dur – Tableaux                          | Dudi Sela                             | Wu Di                                 | 6-4, 6-3          |
| 21 mars | Gemdale ATP Challenger Shenzhen Shenzhen 75 000 $ +H – Dur – Tableaux                          | Luke Saville Jordan Thompson          | Saketh Myneni Jeevan Nedunchezhiyan   | 3-6, 6-4, [12-10] |
| 21 mars | San Luis Open Challenger San Luis Potosí 50 000 $ +H – Terre battue – Tableaux                 | Pedja Krstin                          | Marcelo Arévalo                       | 6-4, 6-2          |
| 21 mars | San Luis Open Challenger San Luis Potosí 50 000 $ +H – Terre battue – Tableaux                 | Marcus Daniell Artem Sitak            | Santiago González Mate Pavić          | 6-3, 7-64         |
| 28 mars | Israel Open Ra'anana 125 000 $ – Dur – Tableaux                                                | Evgeny Donskoy                        | Ričardas Berankis                     | 6-4, 6-4          |
| 28 mars | Israel Open Ra'anana 125 000 $ – Dur – Tableaux                                                | Konstantin Kravchuk Denys Molchanov   | Jonathan Erlich Philipp Oswald        | 4-6, 7-61, [10-4] |
| 28 mars | Torneo Internacional Challenger León León 75 000 $ +H – Dur – Tableaux                         | Michael Berrer                        | João Souza                            | 6-3, 6-2          |
| 28 mars | Torneo Internacional Challenger León León 75 000 $ +H – Dur – Tableaux                         | Santiago González Mate Pavić          | Sam Groth Leander Paes                | 6-4, 3-6, [13-11] |
| 28 mars | Open Harmonie Mutuelle Saint-Brieuc 42 500 € +H – Dur (int.) – Tableaux                        | Alexandre Sidorenko                   | Igor Sijsling                         | 2-6, 6-3, 7-63    |
| 28 mars | Open Harmonie Mutuelle Saint-Brieuc 42 500 € +H – Dur (int.) – Tableaux                        | Rameez Junaid Andreas Siljeström      | James Cerretani Antal van der Duim    | 5-7, 7-64, [10-8] |

### Avril
| Date     | Tournoi                                                                                     | Vainqueurs                             | Finalistes                           | Score              |
| -------- | ------------------------------------------------------------------------------------------- | -------------------------------------- | ------------------------------------ | ------------------ |
| 4 avril  | Open de Guadeloupe Le Gosier 100 000 $ +H – Dur – Tableaux                                  | Malek Jaziri                           | Stefan Kozlov                        | 6-2, 6-4           |
| 4 avril  | Open de Guadeloupe Le Gosier 100 000 $ +H – Dur – Tableaux                                  | James Cerretani Antal van der Duim     | Austin Krajicek Mitchell Krueger     | 6-2, 5-7, [10-8]   |
| 4 avril  | Tennis Napoli Capri Watch Cup Naples 42 500 € +H – Terre battue – Tableaux                  | Jozef Kovalík                          | Arthur De Greef                      | 6-3, 6-2           |
| 4 avril  | Tennis Napoli Capri Watch Cup Naples 42 500 € +H – Terre battue – Tableaux                  | Gero Kretschmer Alexander Satschko     | Matteo Donati Stefano Napolitano     | 6-1, 6-3           |
| 11 avril | Joey Gratton Sarasota Open Sarasota 100 000 $ – Terre battue – Tableaux                     | Mischa Zverev                          | Gerald Melzer                        | 6-4, 7-62          |
| 11 avril | Joey Gratton Sarasota Open Sarasota 100 000 $ – Terre battue – Tableaux                     | Facundo Argüello Nicolás Kicker        | Marcelo Arévalo Sergio Galdós        | 4-6, 6-4, [10-6]   |
| 11 avril | Open Citta' della Disfida Barletta 42 500 € +H – Terre battue – Tableaux                    | Elias Ymer                             | Adam Pavlásek                        | 7-5, 6-4           |
| 11 avril | Open Citta' della Disfida Barletta 42 500 € +H – Terre battue – Tableaux                    | Johan Brunström Andreas Siljeström     | Flavio Cipolla Rogério Dutra Silva   | 0-6, 6-4, [10-8]   |
| 11 avril | Gwangju Open Challenger Gwangju 50 000 $ +H – Dur – Tableaux                                | Ričardas Berankis                      | Grega Žemlja                         | 6-3, 6-2           |
| 11 avril | Gwangju Open Challenger Gwangju 50 000 $ +H – Dur – Tableaux                                | Sanchai Ratiwatana Sonchat Ratiwatana  | Frederik Nielsen David O'Hare        | 6-3, 6-2           |
| 18 avril | Torino Challenger Turin 42 500 € +H – Terre battue – Tableaux                               | Gastão Elias                           | Enrique López-Pérez                  | 3-6, 6-4, 6-2      |
| 18 avril | Torino Challenger Turin 42 500 € +H – Terre battue – Tableaux                               | Andrej Martin Hans Podlipnik-Castillo  | Rameez Junaid Mateusz Kowalczyk      | 4-6, 7-63, [12-10] |
| 18 avril | TAC Cup China International Nanjing Challenger Nankin 50 000 $ +H – Terre battue – Tableaux | Ričardas Berankis                      | Grega Žemlja                         | 6-3, 6-4           |
| 18 avril | TAC Cup China International Nanjing Challenger Nankin 50 000 $ +H – Terre battue – Tableaux | Saketh Myneni Jeevan Nedunchezhiyan    | Denys Molchanov Aleksandr Nedovyesov | 6-3, 6-3           |
| 18 avril | São Paulo Challenger de Tênis São Paulo 50 000 $ +H – Terre battue – Tableaux               | Gonzalo Lama                           | Ernesto Escobedo                     | 6-2, 6-2           |
| 18 avril | São Paulo Challenger de Tênis São Paulo 50 000 $ +H – Terre battue – Tableaux               | Fabricio Neis Caio Zampieri            | José Pereira Alexandre Tsuchiya      | 6-4, 7-63          |
| 18 avril | St. Joseph's/Candler Savannah Challenger Savannah 50 000 $ – Terre battue – Tableaux        | Bjorn Fratangelo                       | Jared Donaldson                      | 6-1, 6-3           |
| 18 avril | St. Joseph's/Candler Savannah Challenger Savannah 50 000 $ – Terre battue – Tableaux        | Brian Baker Ryan Harrison              | Purav Raja Divij Sharan              | 5-7, 7-64, [10-8]  |
| 25 avril | Kunming Challenger Anning 100 000 $ – Terre battue – Tableaux                               | Jordan Thompson                        | Mathias Bourgue                      | 6-3, 6-2           |
| 25 avril | Kunming Challenger Anning 100 000 $ – Terre battue – Tableaux                               | Bai Yan Riccardo Ghedin                | Denys Molchanov Aleksandr Nedovyesov | 4-6, 6-3, [10-6]   |
| 25 avril | Santaizi ATP Challenger Taipei 75 000 $ +H – Moquette (int.) – Tableaux                     | Daniel Evans                           | Konstantin Kravchuk                  | 3-6, 6-4, 6-4      |
| 25 avril | Santaizi ATP Challenger Taipei 75 000 $ +H – Moquette (int.) – Tableaux                     | Hsieh Cheng-peng Yang Tsung-hua        | Frederik Nielsen David O'Hare        | 7-66, 6-4          |
| 25 avril | Prosperita Open Ostrava 42 500 € +H – Terre battue – Tableaux                               | Constant Lestienne                     | Zdeněk Kolář                         | 65-7, 6-1, 6-2     |
| 25 avril | Prosperita Open Ostrava 42 500 € +H – Terre battue – Tableaux                               | Sander Arends Tristan-Samuel Weissborn | Lukáš Dlouhý Hans Podlipnik-Castillo | 7-68, 64-7, [10-5] |
| 25 avril | Tallahassee Challenger Tallahassee 50 000 $ – Terre battue – Tableaux                       | Quentin Halys                          | Frances Tiafoe                       | 6-7, 6-4, 6-2      |
| 25 avril | Tallahassee Challenger Tallahassee 50 000 $ – Terre battue – Tableaux                       | Dennis Novikov Julio Peralta           | Peter Luczak Marc Polmans            | 3-6, 6-4, [12-10]  |

### Mai
| Date   | Tournoi                                                                              | Vainqueurs                                | Finalistes                             | Score              |
| ------ | ------------------------------------------------------------------------------------ | ----------------------------------------- | -------------------------------------- | ------------------ |
| 2 mai  | Open du Pays d'Aix Aix-en-Provence 85 000 € +H – Terre battue – Tableaux             | Thiago Monteiro                           | Carlos Berlocq                         | 4-6, 6-4, 6-1      |
| 2 mai  | Open du Pays d'Aix Aix-en-Provence 85 000 € +H – Terre battue – Tableaux             | Oliver Marach Philipp Oswald              | Guillermo Durán Máximo González        | 6-1, 4-6, [10-7]   |
| 2 mai  | Busan Open Challenger Busan 100 000 $ +H – Dur – Tableaux                            | Konstantin Kravchuk                       | Daniel Evans                           | 6-4, 6-4           |
| 2 mai  | Busan Open Challenger Busan 100 000 $ +H – Dur – Tableaux                            | Sam Groth Leander Paes                    | Sanchai Ratiwatana Sonchat Ratiwatana  | 4-6, 6-1, [10-7]   |
| 2 mai  | Roma Garden Open Rome 42 500 € +H – Terre battue – Tableaux                          | Kyle Edmund                               | Filip Krajinović                       | 7-62, 6-0          |
| 2 mai  | Roma Garden Open Rome 42 500 € +H – Terre battue – Tableaux                          | Bai Yan Li Zhe                            | Sander Arends Tristan-Samuel Weissborn | 6-3, 3-6, [11-9]   |
| 2 mai  | Karshi Challenger Karchi 50 000 $ +H – Dur – Tableaux                                | Marko Tepavac                             | Dudi Sela                              | 2-6, 6-3, 7-64     |
| 2 mai  | Karshi Challenger Karchi 50 000 $ +H – Dur – Tableaux                                | Enrique López-Pérez Jeevan Nedunchezhiyan | Aleksandre Metreveli Dmitry Popko      | 6-1, 6-4           |
| 9 mai  | BNP Paribas Primrose Bordeaux Bordeaux 85 000 € +H – Terre battue – Tableaux         | Rogério Dutra Silva                       | Bjorn Fratangelo                       | 6-3, 6-1           |
| 9 mai  | BNP Paribas Primrose Bordeaux Bordeaux 85 000 € +H – Terre battue – Tableaux         | Johan Brunström Andreas Siljeström        | Guillermo Durán Máximo González        | 6-1, 3-6, [10-4]   |
| 9 mai  | Lecoq Seoul Open Séoul 100 000 $ +H – Dur – Tableaux                                 | Serhiy Stakhovsky                         | Lu Yen-hsun                            | 4-6, 6-3, 7-67     |
| 9 mai  | Lecoq Seoul Open Séoul 100 000 $ +H – Dur – Tableaux                                 | Matt Reid John-Patrick Smith              | Gong Maoxin Yi Chu-huan                | 6-3, 7-5           |
| 9 mai  | Neckarcup Heilbronn 64 000 € +H – Terre battue (int.) – Tableaux                     | Nikoloz Basilashvili                      | Jan-Lennard Struff                     | 6-4, 7-63          |
| 9 mai  | Neckarcup Heilbronn 64 000 € +H – Terre battue (int.) – Tableaux                     | Sander Arends Tristan-Samuel Weissborn    | Nikola Mektić Antonio Šančić           | 6-3, 6-4           |
| 9 mai  | Samarkand Challenger Samarcande 50 000 $ +H – Terre battue – Tableaux                | Karen Khachanov                           | Rubén Ramírez Hidalgo                  | 6-1, 66-7, 6-1     |
| 9 mai  | Samarkand Challenger Samarcande 50 000 $ +H – Terre battue – Tableaux                | Denis Matsukevich Andrei Vasilevski       | Hsieh Cheng-peng Yang Tsung-hua        | 6-4, 5-7, [10-5]   |
| 16 mai | KPN Renewables Bangkok Open III Bangkok 50 000 $ +H – Dur – Tableaux                 | James Duckworth                           | Sam Barry                              | 7-65, 6-4          |
| 16 mai | KPN Renewables Bangkok Open III Bangkok 50 000 $ +H – Dur – Tableaux                 | Chen Ti Jason Jung                        | Dean O'Brien Ruan Roelofse             | 6-4, 3-6, [10-8]   |
| 16 mai | XIV Venice Challenge Save Cup Mestre 42 500 € – Terre battue – Tableaux              | Gastão Elias                              | Horacio Zeballos                       | 7-60, 6-2          |
| 16 mai | XIV Venice Challenge Save Cup Mestre 42 500 € – Terre battue – Tableaux              | Fabrício Neis Caio Zampieri               | Kevin Krawietz Dino Marcan             | 7-63, 4-6, [12-10] |
| 23 mai | Internazionali di tennis Citta di Vicenza Vicence 42 500 € – Terre battue – Tableaux | Guido Andreozzi                           | Pere Riba                              | 6-0, ab.           |
| 23 mai | Internazionali di tennis Citta di Vicenza Vicence 42 500 € – Terre battue – Tableaux | Andrey Golubev Nikola Mektić              | Gastão Elias Fabrício Neis             | 6-3, 6-3           |
| 30 mai | UniCredit Czech Open Prostějov 106 500 € +H – Terre battue – Tableaux                | Mikhail Kukushkin                         | Márton Fucsovics                       | 6-1, 6-2           |
| 30 mai | UniCredit Czech Open Prostějov 106 500 € +H – Terre battue – Tableaux                | Alexander Bury Igor Zelenay               | Julio Peralta Hans Podlipnik-Castillo  | 6-4, 6-4           |
| 30 mai | Franken Challenge Fürth 42 500 € +H – Terre battue – Tableaux                        | Radu Albot                                | Jan-Lennard Struff                     | 6-3, 6-4           |
| 30 mai | Franken Challenge Fürth 42 500 € +H – Terre battue – Tableaux                        | Facundo Argüello Roberto Maytín           | Andrej Martin Tristan-Samuel Weissborn | 6-3, 6-4           |
| 30 mai | Aegon Manchester Trophy Manchester 42 500 € – Gazon – Tableaux                       | Dustin Brown                              | Lu Yen-hsun                            | 7-65, 6-1          |
| 30 mai | Aegon Manchester Trophy Manchester 42 500 € – Gazon – Tableaux                       | Purav Raja Divij Sharan                   | Ken Skupski Neal Skupski               | 6-3, 3-6, [11-9]   |

### Juin
| Date    | Tournoi                                                                        | Vainqueurs                           | Finalistes                                | Score             |
| ------- | ------------------------------------------------------------------------------ | ------------------------------------ | ----------------------------------------- | ----------------- |
| 6 juin  | Citta di Caltanissetta Caltanissetta 106 500 € +H – Terre battue – Tableaux    | Paolo Lorenzi                        | Matteo Donati                             | 6-3, 4-6, 7-67    |
| 6 juin  | Citta di Caltanissetta Caltanissetta 106 500 € +H – Terre battue – Tableaux    | Guido Andreozzi Andrés Molteni       | Marcelo Arévalo Miguel Ángel Reyes-Varela | 6-1, 6-2          |
| 6 juin  | Open Sopra-Steria de Lyon Lyon 64 000 € +H – Terre battue – Tableaux           | Steve Darcis                         | Thiago Monteiro                           | 3-6, 6-2, 6-0     |
| 6 juin  | Open Sopra-Steria de Lyon Lyon 64 000 € +H – Terre battue – Tableaux           | Grégoire Barrère Tristan Lamasine    | Jonathan Eysseric Franko Škugor           | 2-6, 6-3, [10-6]  |
| 6 juin  | Hoff Open Moscou 75 000 $ +H – Terre battue – Tableaux                         | Mikhail Kukushkin                    | Steven Diez                               | 6-3, 6-3          |
| 6 juin  | Hoff Open Moscou 75 000 $ +H – Terre battue – Tableaux                         | Facundo Argüello Roberto Maytín      | Aleksandre Metreveli Dmitry Popko         | 6-2, 7-5          |
| 6 juin  | Sparta Prague Open Prague 42 500 € +H – Terre battue – Tableaux                | Adam Pavlásek                        | Stéphane Robert                           | 6-4, 3-6, 6-3     |
| 6 juin  | Sparta Prague Open Prague 42 500 € +H – Terre battue – Tableaux                | Tomasz Bednarek Nikola Mektić        | Zdeněk Kolář Matěj Vocel                  | 6-4, 5-7, [10-7]  |
| 6 juin  | Aegon Surbiton Trophy Surbiton 42 500 € – Gazon – Tableaux                     | Lu Yen-hsun                          | Marius Copil                              | 7-5, 7-611        |
| 6 juin  | Aegon Surbiton Trophy Surbiton 42 500 € – Gazon – Tableaux                     | Purav Raja Divij Sharan              | Ken Skupski Neal Skupski                  | 6-4, 7-63         |
| 13 juin | Internationaux de tennis de Blois Blois 42 500 € +H – Terre battue – Tableaux  | Carlos Berlocq                       | Steve Darcis                              | 6-2, 6-0          |
| 13 juin | Internationaux de tennis de Blois Blois 42 500 € +H – Terre battue – Tableaux  | Alexander Satschko Simon Stadler     | Gong Maoxin Yasutaka Uchiyama             | 6-3, 7-62         |
| 13 juin | Blu Panorama Airlines Tennis Cup Pérouse 42 500 € +H – Terre battue – Tableaux | Nicolás Kicker                       | Blaž Rola                                 | 2-6, 6-3, 6-0     |
| 13 juin | Blu Panorama Airlines Tennis Cup Pérouse 42 500 € +H – Terre battue – Tableaux | Rogério Dutra Silva Andrés Molteni   | Nicolás Barrientos Fabrício Neis          | 7-5, 6-3          |
| 13 juin | Poprad-Tatry Challenger Poprad 42 500 € +H – Terre battue – Tableaux           | Horacio Zeballos                     | Gerard Melzer                             | 6-3, 6-4          |
| 13 juin | Poprad-Tatry Challenger Poprad 42 500 € +H – Terre battue – Tableaux           | Ariel Behar Andrey Golubev           | Lukáš Dlouhý Andrej Martin                | 6-2, 5-7, [10-5]  |
| 13 juin | Fergana Challenger Ferghana 50 000 $ +H – Dur – Tableaux                       | Radu Albot                           | Konstantin Kravchuk                       | 6-4, 6-2          |
| 13 juin | Fergana Challenger Ferghana 50 000 $ +H – Dur – Tableaux                       | Yannick Jankovits Luca Margaroli     | Toshihide Matsui Vishnu Vardhan           | 6-4, 7-64         |
| 13 juin | Aegon Ilkley Trophy Ilkley 42 500 € – Gazon – Tableaux                         | Lu Yen-hsun                          | Vincent Millot                            | 7-64, 6-2         |
| 13 juin | Aegon Ilkley Trophy Ilkley 42 500 € – Gazon – Tableaux                         | Wesley Koolhof Matwé Middelkoop      | Marcelo Demoliner Aisam-Ul-Haq Qureshi    | 7-65, 0-6, [10-8] |
| 20 juin | Aspria Tennis Cup Milan 42 500 € – Terre battue – Tableaux                     | Marco Cecchinato                     | Laslo Djere                               | 6-2, 6-2          |
| 20 juin | Aspria Tennis Cup Milan 42 500 € – Terre battue – Tableaux                     | Miguel Ángel Reyes-Varela Max Schnur | Alessandro Motti Peng Hsien-yin           | 1-6, 7-64, [10-5] |
| 27 juin | Marburg Open Marbourg 42 500 € +H – Terre battue – Tableaux                    | Jan Šátral                           | Marco Trungelliti                         | 6-2, 6-4          |
| 27 juin | Marburg Open Marbourg 42 500 € +H – Terre battue – Tableaux                    | James Cerretani Philipp Oswald       | Miguel Ángel Reyes-Varela Max Schnur      | 6-3, 6-2          |

### Juillet
| Date       | Tournoi                                                                                 | Vainqueurs                            | Finalistes                               | Score              |
| ---------- | --------------------------------------------------------------------------------------- | ------------------------------------- | ---------------------------------------- | ------------------ |
| 4 juillet  | Sparkassen Open Brunswick 106 500 € +H – Terre battue – Tableaux                        | Thomaz Bellucci                       | Íñigo Cervantes                          | 6-1, 1-6, 6-3      |
| 4 juillet  | Sparkassen Open Brunswick 106 500 € +H – Terre battue – Tableaux                        | James Cerretani Philipp Oswald        | Mateusz Kowalczyk Antonio Šančić         | 4-6, 7-65, [10-2]  |
| 4 juillet  | Internazionali Di Tennis Dell Umbria Todi 42 500 € +H – Terre battue – Tableaux         | Miljan Zekić                          | Stefano Napolitano                       | 6-7, 6-4, 6-3      |
| 4 juillet  | Internazionali Di Tennis Dell Umbria Todi 42 500 € +H – Terre battue – Tableaux         | Marcelo Demoliner Fabrício Neis       | Salvatore Caruso Alessandro Giannessi    | 6-1, 3-6, [10-5]   |
| 4 juillet  | Båstad Challenger Båstad 42 500 € +H – Terre battue – Tableaux                          | Horacio Zeballos                      | Roberto Carballés Baena                  | 6-3, 6-4           |
| 4 juillet  | Båstad Challenger Båstad 42 500 € +H – Terre battue – Tableaux                          | Isak Arvidsson Fred Simonsson         | Johan Brunström Andreas Siljeström       | 6-3, 7-5           |
| 4 juillet  | Milo Open Cali Cali 50 000 $ +H – Terre battue – Tableaux                               | Darian King                           | Víctor Estrella Burgos                   | 5-7, 6-4, 7-5      |
| 4 juillet  | Milo Open Cali Cali 50 000 $ +H – Terre battue – Tableaux                               | Nicolás Jarry Hans Podlipnik-Castillo | Erik Crepaldi Daniel Dutra da Silva      | 6-1, 7-66          |
| 4 juillet  | Nielsen Pro Tennis Championship Winnetka 50 000 $ – Dur – Tableaux                      | Yoshihito Nishioka                    | Frances Tiafoe                           | 6-3, 6-2           |
| 4 juillet  | Nielsen Pro Tennis Championship Winnetka 50 000 $ – Dur – Tableaux                      | Stefan Kozlov John-Patrick Smith      | Sekou Bangoura David O'Hare              | 6-3, 6-3           |
| 11 juillet | Winnipeg National Bank Challenger Winnipeg 75 000 $ – Dur – Tableaux                    | Go Soeda                              | Blaž Kavčič                              | 64-7, 6-4, 6-2     |
| 11 juillet | Winnipeg National Bank Challenger Winnipeg 75 000 $ – Dur – Tableaux                    | Mitchell Krueger Daniel Nguyen        | Jarryd Chaplin Benjamin Mitchell         | 6-2, 7-5           |
| 11 juillet | Poznań Open Poznań 42 500 € +H – Terre battue – Tableaux                                | Radu Albot                            | Clément Geens                            | 6-2, 6-4           |
| 11 juillet | Poznań Open Poznań 42 500 € +H – Terre battue – Tableaux                                | Aleksandre Metreveli Peng Hsien-yin   | Mateusz Kowalczyk Kamil Majchrzak        | 6-4, 3-6, [10-8]   |
| 11 juillet | San Benedetto Tennis Cup San Benedetto del Tronto 42 500 € +H – Terre battue – Tableaux | Federico Gaio                         | Constant Lestienne                       | 6-2, 1-6, 6-3      |
| 11 juillet | San Benedetto Tennis Cup San Benedetto del Tronto 42 500 € +H – Terre battue – Tableaux | Federico Gaio Stefano Napolitano      | Facundo Argüello Sergio Galdós           | 6-3, 6-4           |
| 18 juillet | Guzzini Challenger Recanati 42 500 € +H – Dur – Tableaux                                | Illya Marchenko                       | Ilya Ivashka                             | 6-4, 6-4           |
| 18 juillet | Guzzini Challenger Recanati 42 500 € +H – Dur – Tableaux                                | Kevin Krawietz Albano Olivetti        | Ruben Bemelmans Adrián Menéndez-Maceiras | 6-3, 7-64          |
| 18 juillet | Aamulehti Tampere Open Tampere 42 500 € +H – Terre battue – Tableaux                    | Kimmer Coppejans                      | Aslan Karatsev                           | 6-4, 3-6, 7-5      |
| 18 juillet | Aamulehti Tampere Open Tampere 42 500 € +H – Terre battue – Tableaux                    | David Pérez Sanz Max Schnur           | Steven de Waard Andreas Mies             | 6-4, 6-4           |
| 18 juillet | Gimcheon Open Challenger Gimcheon 50 000 $ – Dur – Tableaux                             | Max Purcell                           | Andrew Whittington                       | 3-6, 7-66, 5-1 ab. |
| 18 juillet | Gimcheon Open Challenger Gimcheon 50 000 $ – Dur – Tableaux                             | Hsieh Cheng-peng Yang Tsung-hua       | Nicolás Barrientos Ruben Gonzales        | Forfait            |
| 18 juillet | Levene Gouldin & Thompson Tennis Challenger Binghamton 50 000 $ – Dur – Tableaux        | Darian King                           | Mitchell Krueger                         | 6-2, 6-3           |
| 18 juillet | Levene Gouldin & Thompson Tennis Challenger Binghamton 50 000 $ – Dur – Tableaux        | Matt Reid John-Patrick Smith          | Liam Broady Guilherme Clezar             | 6-4, 6-2           |
| 25 juillet | Thindown Challenger Biella Biella 85 000 € +H – Terre battue – Tableaux                 | Federico Gaio                         | Thomaz Bellucci                          | 7-65, 6-2          |
| 25 juillet | Thindown Challenger Biella Biella 85 000 € +H – Terre battue – Tableaux                 | Andre Begemann Leander Paes           | Andrej Martin Hans Podlipnik-Castillo    | 6-4, 6-4           |
| 25 juillet | President's Cup Astana 100 000 $ – Dur – Tableaux                                       | Evgeny Donskoy                        | Konstantin Kravchuk                      | 6-3, 6-3           |
| 25 juillet | President's Cup Astana 100 000 $ – Dur – Tableaux                                       | Yaraslav Shyla Andrei Vasilevski      | Mikhail Elgin Alexander Kudryavtsev      | 6-4, 6-4           |
| 25 juillet | Open Castilla y León Ségovie 64 000 € +H – Dur – Tableaux                               | Luca Vanni                            | Illya Marchenko                          | 6-4, 3-6, 6-3      |
| 25 juillet | Open Castilla y León Ségovie 64 000 € +H – Dur – Tableaux                               | Purav Raja Divij Sharan               | Joaquín Muñoz-Hernández Akira Santillan  | 6-3, 4-6, [10-8]   |
| 25 juillet | Advantage Cars Prague Open Prague 42 500 € +H – Terre battue – Tableaux                 | Santiago Giraldo                      | Uladzimir Ignatik                        | 6-4, 3-6, 7-62     |
| 25 juillet | Advantage Cars Prague Open Prague 42 500 € +H – Terre battue – Tableaux                 | Julian Knowle Igor Zelenay            | Facundo Argüello Julio Peralta           | 6-4, 7-5           |
| 25 juillet | The Hague Open Scheveningen 42 500 € +H – Terre battue – Tableaux                       | Robin Haase                           | Adam Pavlásek                            | 6-4, 69-7, 6-2     |
| 25 juillet | The Hague Open Scheveningen 42 500 € +H – Terre battue – Tableaux                       | Wesley Koolhof Matwé Middelkoop       | Tallon Griekspoor Tim van Rijthoven      | 6-1, 3-6, [13-11]  |
| 25 juillet | Kentucky Bank Tennis Championships Lexington 50 000 $ – Dur – Tableaux                  | Ernesto Escobedo                      | Frances Tiafoe                           | 6-2, 66-7, 7-63    |
| 25 juillet | Kentucky Bank Tennis Championships Lexington 50 000 $ – Dur – Tableaux                  | Luke Saville Jordan Thompson          | Nikala Scholtz Tucker Vorster            | 6-2, 7-5           |

### Août
| Date     | Tournoi | Vainqueurs                                            | Finalistes                             | Score             |
| -------- | --- | ----------------------------------------------------- | -------------------------------------- | ----------------- |
| 1er août | International Challenger Chengdu Chengdu 125 000 $ – Dur – Tableaux                                                 | Jason Jung                                            | Rubén Ramírez Hidalgo                  | 6-4, 6-2          |
| 1er août | International Challenger Chengdu Chengdu 125 000 $ – Dur – Tableaux                                                 | Gong Maoxin Zhang Ze                                  | Gao Xin Li Zhe                         | 6-3, 4-6, [13-11] |
| 1er août | Challenger Banque Nationale de Granby Granby 100 000 $ – Dur – Tableaux                                             | Frances Tiafoe                                        | Marcelo Arévalo                        | 6-1, 6-1          |
| 1er août | Challenger Banque Nationale de Granby Granby 100 000 $ – Dur – Tableaux                                             | Guilherme Clezar Alejandro González                   | Saketh Myneni Sanam Singh              | 3-6, 6-1, [12-10] |
| 1er août | Svijany Open Liberec 42 500 € +H – Terre battue – Tableaux                                                          | Arthur De Greef                                       | Steve Darcis                           | 7-64, 6-3         |
| 1er août | Svijany Open Liberec 42 500 € +H – Terre battue – Tableaux                                                          | Jonathan Eysseric André Ghem                          | Ariel Behar Dino Marcan                | 6-0, 6-4          |
| 1er août | Internazionali di Tennis di Cortina Cortina d'Ampezzo 42 500 € – Terre battue – Tableaux                            | João Souza                                            | Laslo Djere                            | 6-4, 7-64         |
| 1er août | Internazionali di Tennis di Cortina Cortina d'Ampezzo 42 500 € – Terre battue – Tableaux                            | James Cerretani Philipp Oswald                        | Roberto Carballés Baena Cristian Garín | 6-3, 6-2          |
| 8 août   | ZS-Sports China International Challenger Qingdao 125 000 $ – Terre battue – Tableaux                                | Janko Tipsarević                                      | Rubén Ramírez Hidalgo                  | 1-6, 7-5, 6-1     |
| 8 août   | ZS-Sports China International Challenger Qingdao 125 000 $ – Terre battue – Tableaux                                | Danilo Petrović Tak Khunn Wang                        | Gong Maoxin Zhang Ze                   | 6-2, 4-6, [10-5]  |
| 8 août   | Nordic Naturals Challenger Aptos 100 000 $ – Dur – Tableaux                                                         | Daniel Evans                                          | Cameron Norrie                         | 6-3, 6-4          |
| 8 août   | Nordic Naturals Challenger Aptos 100 000 $ – Dur – Tableaux                                                         | Nicolaas Scholtz Tucker Vorster                       | Mackenzie McDonald Ben McLachlan       | 65-7, 6-3, [10-8] |
| 8 août   | Challenger Banque Nationale de Gatineau Gatineau 75 000 $ – Dur – Tableaux                                          | Peter Polansky                                        | Vincent Millot                         | 3-6, 6-4, ab.     |
| 8 août   | Challenger Banque Nationale de Gatineau Gatineau 75 000 $ – Dur – Tableaux                                          | Tristan Lamasine Franko Škugor                        | Jarryd Chaplin John-Patrick Smith      | 6-3, 6-1          |
| 8 août   | Strabag Challenger Open Trnava 42 500 € +H – Terre battue – Tableaux                                                | Steve Darcis                                          | Jordi Samper-Montaña                   | 6-3, 6-4          |
| 8 août   | Strabag Challenger Open Trnava 42 500 € +H – Terre battue – Tableaux                                                | Sander Gillé Joran Vliegen                            | Tomasz Bednarek Roman Jebavý           | 6-2, 7-5          |
| 8 août   | Adriatic Challenger Fano 42 500 € +H – Terre battue – Tableaux                                                      | João Souza                                            | Nicolás Kicker                         | 6-4, 612-7, 6-2   |
| 8 août   | Adriatic Challenger Fano 42 500 € +H – Terre battue – Tableaux                                                      | Riccardo Ghedin Alessandro Motti                      | Lucas Miedler Mark Vervoort            | 6-4, 6-4          |
| 8 août   | Tilia Slovenia Open Portorož 42 500 € – Dur – Tableaux                                                              | Florian Mayer                                         | Daniil Medvedev                        | 6-1, 6-2          |
| 8 août   | Tilia Slovenia Open Portorož 42 500 € – Dur – Tableaux                                                              | Sergey Betov Ilya Ivashka                             | Tomislav Draganja Nino Serdarušić      | 1-6, 6-3, [10-4]  |
| 15 août  | Acqua Dolomia Tennis Cup - Internazionali del Friuli Venezia Giulia Cordenons 42 500 € +H – Terre battue – Tableaux | Taro Daniel                                           | Daniel Gimeno-Traver                   | 6-3, 6-4          |
| 15 août  | Acqua Dolomia Tennis Cup - Internazionali del Friuli Venezia Giulia Cordenons 42 500 € +H – Terre battue – Tableaux | Andre Begemann Alexander Bury                         | Roman Jebavý Zdeněk Kolář              | 5-7, 6-4, [11-9]  |
| 15 août  | Cittadino Challenger Meerbusch 42 500 € – Terre battue – Tableaux                                                   | Florian Mayer                                         | Maximilian Marterer                    | 7-64, 6-2         |
| 15 août  | Cittadino Challenger Meerbusch 42 500 € – Terre battue – Tableaux                                                   | Mikhail Elgin Andrei Vasilevski                       | Sander Gillé Joran Vliegen             | 7-66, 6-4         |
| 22 août  | Internazionali di tennis Manerbio – Trofeo Dimmidisì Manerbio 42 500 € +H – Terre battue – Tableaux                 | Leonardo Mayer                                        | Filip Krajinović                       | 7-63, 7-5         |
| 22 août  | Internazionali di tennis Manerbio – Trofeo Dimmidisì Manerbio 42 500 € +H – Terre battue – Tableaux                 | Nikola Mektić Antonio Šančić                          | Juan Ignacio Galarza Leonardo Mayer    | 7-5, 6-1          |
| 29 août  | Aberto do Paraná de tênis Curitiba 50 000 $ +H – Terre battue – Tableaux                                            | Agustín Velotti                                       | André Ghem                             | 6-0, 6-4          |
| 29 août  | Aberto do Paraná de tênis Curitiba 50 000 $ +H – Terre battue – Tableaux                                            | Rubén Ramírez Hidalgo Pere Riba                       | André Ghem Fabrício Neis               | 63-7, 6-4, [10-7] |
| 29 août  | Torneo Citta di Como Côme 42 500 € – Terre battue – Tableaux                                                        | Kenny de Schepper                                     | Marco Cecchinato                       | 2-6, 7-60, 7-5    |
| 29 août  | Torneo Citta di Como Côme 42 500 € – Terre battue – Tableaux                                                        | Roman Jebavý Andrej Martin                            | Nils Langer Gerald Melzer              | 3-6, 6-1, [10-5]  |
| 29 août  | Wind Energy Holding Bangkok Open Bangkok 50 000 $ – Dur – Tableaux                                                  | Blaž Kavčič                                           | Go Soeda                               | 6-0, 1-0 ab.      |
| 29 août  | Wind Energy Holding Bangkok Open Bangkok 50 000 $ – Dur – Tableaux                                                  | Wishaya Trongcharoenchaikul Kittipong Wachiramanowong | Sanchai Ratiwatana Sonchat Ratiwatana  | 7-69, 6-3         |

### Septembre
| Date         | Tournoi                                                                                  | Vainqueurs                            | Finalistes                                | Score              |
| ------------ | ---------------------------------------------------------------------------------------- | ------------------------------------- | ----------------------------------------- | ------------------ |
| 5 septembre  | AON Open Challenger Gênes 106 500 € +H – Terre battue – Tableaux                         | Jerzy Janowicz                        | Nicolás Almagro                           | 7-65, 6-4          |
| 5 septembre  | AON Open Challenger Gênes 106 500 € +H – Terre battue – Tableaux                         | Julio Peralta Horacio Zeballos        | Aliaksandr Bury Andrei Vasilevski         | 6-4, 6-3           |
| 5 septembre  | Copa Sevilla Séville 42 500 € +H – Terre battue – Tableaux                               | Casper Ruud                           | Taro Daniel                               | 6-3, 6-4           |
| 5 septembre  | Copa Sevilla Séville 42 500 € +H – Terre battue – Tableaux                               | Íñigo Cervantes Oriol Roca Batalla    | Ariel Behar Enrique López-Pérez           | 6-2, 6-5 ab.       |
| 5 septembre  | Claro Open Barranquilla Barranquilla 50 000 $ +H – Terre battue – Tableaux               | Diego Schwartzman                     | Rogério Dutra Silva                       | 6-4, 6-1           |
| 5 septembre  | Claro Open Barranquilla Barranquilla 50 000 $ +H – Terre battue – Tableaux               | Alejandro Falla Eduardo Struvay       | Gonzalo Escobar Roberto Quiroz            | 6-4, 7-5           |
| 5 septembre  | TEAN International Alphen-sur-le-Rhin 42 500 € – Terre battue – Tableaux                 | Jan-Lennard Struff                    | Robin Haase                               | 6-4, 6-1           |
| 5 septembre  | TEAN International Alphen-sur-le-Rhin 42 500 € – Terre battue – Tableaux                 | Daniel Masur Jan-Lennard Struff       | Robin Haase Boy Westerhof                 | 6-4, 6-1           |
| 5 septembre  | Trophée des Alpilles Saint-Rémy-de-Provence 42 500 € – Dur – Tableaux                    | Daniil Medvedev                       | Joris De Loore                            | 6-3, 6-3           |
| 5 septembre  | Trophée des Alpilles Saint-Rémy-de-Provence 42 500 € – Dur – Tableaux                    | Ken Skupski Neal Skupski              | David O'Hare Joe Salisbury                | 65-7, 6-4, [10-5]  |
| 5 septembre  | Road to the Rolex Shanghai Masters Shanghai 50 000 $ – Dur – Tableaux                    | Henri Laaksonen                       | Jason Jung                                | 6-3, 6-3           |
| 5 septembre  | Road to the Rolex Shanghai Masters Shanghai 50 000 $ – Dur – Tableaux                    | Hsieh Cheng-peng Yi Chu-huan          | Gao Xin Li Zhe                            | 7-66, 5-7, [10-0]  |
| 12 septembre | Pekao Szczecin Open Szczecin 106 500 € +H – Terre battue – Tableaux                      | Alessandro Giannessi                  | Dustin Brown                              | 6-2, 6-3           |
| 12 septembre | Pekao Szczecin Open Szczecin 106 500 € +H – Terre battue – Tableaux                      | Andre Begemann Aliaksandr Bury        | Johan Brunström Andreas Siljeström        | 7-63, 67-7, [10-4] |
| 12 septembre | Banja Luka Challenger Banja Luka 64 000 € +H – Terre battue – Tableaux                   | Adam Pavlásek                         | Miljan Zekić                              | 3-6, 6-1, 6-4      |
| 12 septembre | Banja Luka Challenger Banja Luka 64 000 € +H – Terre battue – Tableaux                   | Roman Jebavý Jan Šátral               | Andrea Arnaboldi Maximilian Neuchrist     | 7-63, 4-6, [10-7]  |
| 12 septembre | Honggutan China International Nanchang Nanchang 75 000 $ +H – Dur – Tableaux             | Hiroki Moriya                         | Chung Hyeon                               | 4-6, 6-1, 6-4      |
| 12 septembre | Honggutan China International Nanchang Nanchang 75 000 $ +H – Dur – Tableaux             | Wu Di Zhang Zhizhen                   | Nicolás Barrientos Ruben Gonzales         | 7-64, 6-3          |
| 12 septembre | American Express Istanbul Challenger Istanbul 75 000 $ – Dur – Tableaux                  | Malek Jaziri                          | Dudi Sela                                 | 1-6, 6-1, 6-0      |
| 12 septembre | American Express Istanbul Challenger Istanbul 75 000 $ – Dur – Tableaux                  | Sadio Doumbia Calvin Hemery           | Marco Chiudinelli Marius Copil            | 6-4, 6-3           |
| 12 septembre | Atlantic Tire Championships Cary 50 000 $ +H – Dur – Tableaux                            | James McGee                           | Ernesto Escobedo                          | 1-6, 6-1, 6-4      |
| 12 septembre | Atlantic Tire Championships Cary 50 000 $ +H – Dur – Tableaux                            | Philip Bester Peter Polansky          | Stefan Kozlov Austin Krajicek             | 6-2, 6-2           |
| 12 septembre | Morocco Tennis Tour Meknès Meknès 42 500 € – Terre battue – Tableaux                     | Maximilian Marterer                   | Uladzimir Ignatik                         | 7-63, 6-3          |
| 12 septembre | Morocco Tennis Tour Meknès Meknès 42 500 € – Terre battue – Tableaux                     | Luca Margaroli Mohamed Safwat         | Pedro Martínez Portero Oriol Roca Batalla | 6-4, 6-4           |
| 19 septembre | OEC Kaohsiung Challenger Kaohsiung 125 000 $ +H – Dur – Tableaux                         | Chung Hyeon                           | Lee Duck-hee                              | 6-4, 6-2           |
| 19 septembre | OEC Kaohsiung Challenger Kaohsiung 125 000 $ +H – Dur – Tableaux                         | Sanchai Ratiwatana Sonchat Ratiwatana | Hsieh Cheng-peng Yi Chu-huan              | 6-4, 7-64          |
| 19 septembre | TEB Izmir Cup Izmir 64 000 € – Dur – Tableaux                                            | Marsel İlhan                          | Cem İlkel                                 | 6-2, 6-4           |
| 19 septembre | TEB Izmir Cup Izmir 64 000 € – Dur – Tableaux                                            | Marco Chiudinelli Marius Copil        | Sadio Doumbia Calvin Hemery               | 6-4, 6-4           |
| 19 septembre | Sibiu Open Sibiu 42 500 € +H – Terre battue – Tableaux                                   | Robin Haase                           | Lorenzo Giustino                          | 7-62, 6-2          |
| 19 septembre | Sibiu Open Sibiu 42 500 € +H – Terre battue – Tableaux                                   | Robin Haase Tim Pütz                  | Jonathan Eysseric Tristan Lamasine        | 6-4, 6-2           |
| 19 septembre | Morocco Tennis Tour Kénitra Kénitra 42 500 € – Terre battue – Tableaux                   | Maximilian Marterer                   | Mohamed Safwat                            | 6-2, 6-4           |
| 19 septembre | Morocco Tennis Tour Kénitra Kénitra 42 500 € – Terre battue – Tableaux                   | Kevin Krawietz Maximilian Marterer    | Uladzimir Ignatik Michael Linzer          | 7-66, 4-6, [10-6]  |
| 19 septembre | Columbus Challenger Columbus 50 000 $ – Dur (int.) – Tableaux                            | Mikael Torpegaard                     | Benjamin Becker                           | 6-4, 1-6, 6-2      |
| 19 septembre | Columbus Challenger Columbus 50 000 $ – Dur (int.) – Tableaux                            | Miķelis Lībietis Dennis Novikov       | Philip Bester Peter Polansky              | 7-5, 7-64          |
| 19 septembre | Campeonato Internacional de Tênis de Santos Santos 40 000 $ +H – Terre battue – Tableaux | Renzo Olivo                           | Thiago Monteiro                           | 6-4, 7-65          |
| 19 septembre | Campeonato Internacional de Tênis de Santos Santos 40 000 $ +H – Terre battue – Tableaux | Sergio Galdós Máximo González         | Rogério Dutra Silva Fabrício Neis         | 6-3, 5-7, [14-12]  |
| 26 septembre | Open d'Orléans Orléans 106 500 € +H – Dur (int.) – Tableaux                              | Pierre-Hugues Herbert                 | Norbert Gombos                            | 7-5, 4-6, 6-3      |
| 26 septembre | Open d'Orléans Orléans 106 500 € +H – Dur (int.) – Tableaux                              | Nikola Mektić Franko Škugor           | Ariel Behar Andrei Vasilevski             | 6-2, 7-5           |
| 26 septembre | Wells Fargo Tiburon Challenger Tiburon 100 000 $ – Dur – Tableaux                        | Darian King                           | Michael Mmoh                              | 7-62, 6-2          |
| 26 septembre | Wells Fargo Tiburon Challenger Tiburon 100 000 $ – Dur – Tableaux                        | Matt Reid John-Patrick Smith          | Quentin Halys Dennis Novikov              | 6-1, 6-2           |
| 26 septembre | BFD Energy Challenger Rome 42 500 € +H – Terre battue – Tableaux                         | Jan Šátral                            | Robin Haase                               | 6-3, 6-2           |
| 26 septembre | BFD Energy Challenger Rome 42 500 € +H – Terre battue – Tableaux                         | Federico Gaio Stefano Napolitano      | Marin Draganja Tomislav Draganja          | 62-7, 6-2, [10-3]  |
| 26 septembre | Claro Open Medellín 50 000 $ +H – Terre battue – Tableaux                                | Facundo Bagnis                        | Caio Zampieri                             | 63-7, 7-5, 6-2     |
| 26 septembre | Claro Open Medellín 50 000 $ +H – Terre battue – Tableaux                                | Alejandro Falla Eduardo Struvay       | André Ghem Juan Lizariturry               | 6-3, 6-2           |

### Octobre
| Date       | Tournoi                                                                                      | Vainqueurs                            | Finalistes                                | Score             |
| ---------- | -------------------------------------------------------------------------------------------- | ------------------------------------- | ----------------------------------------- | ----------------- |
| 3 octobre  | Ethias Trophy Mons 106 500 € +H – Dur (int.) – Tableaux                                      | Jan-Lennard Struff                    | Vincent Millot                            | 6-2, 6-0          |
| 3 octobre  | Ethias Trophy Mons 106 500 € +H – Dur (int.) – Tableaux                                      | Julian Knowle Jürgen Melzer           | Sander Arends Wesley Koolhof              | 7-64, 7-64        |
| 3 octobre  | Stockton Challenger Stockton 100 000 $ – Dur – Tableaux                                      | Frances Tiafoe                        | Noah Rubin                                | 6-4, 6-2          |
| 3 octobre  | Stockton Challenger Stockton 100 000 $ – Dur – Tableaux                                      | Brian Baker Sam Groth                 | Matt Reid John-Patrick Smith              | 6-2, 4-6, [10-2]  |
| 3 octobre  | Morocco Tennis Tour Mohammedia Mohammédia 42 500 € – Terre battue – Tableaux                 | Gerald Melzer                         | Stéfanos Tsitsipás                        | 3-6, 6-3, 6-2     |
| 3 octobre  | Morocco Tennis Tour Mohammedia Mohammédia 42 500 € – Terre battue – Tableaux                 | Dino Marcan Antonio Šančić            | Roman Jebavý Andrej Martin                | 7-63, 6-4         |
| 3 octobre  | Campeonato Internacional de Tênis de Campinas Campinas 40 000 $ +H – Terre battue – Tableaux | Facundo Bagnis                        | Carlos Berlocq                            | 5-7, 6-2, 3-0 ab. |
| 3 octobre  | Campeonato Internacional de Tênis de Campinas Campinas 40 000 $ +H – Terre battue – Tableaux | Federico Coria Tomás Lipovsek Puches  | Sergio Galdós Máximo González             | 7-5, 6-2          |
| 10 octobre | Tashkent Challenger Tachkent 125 000 $ +H – Dur – Tableaux                                   | Konstantin Kravchuk                   | Denis Istomin                             | 7-5, 6-4          |
| 10 octobre | Tashkent Challenger Tachkent 125 000 $ +H – Dur – Tableaux                                   | Mikhail Elgin Denis Istomin           | Andre Begemann Leander Paes               | 6-4, 6-2          |
| 10 octobre | Monterrey Open Afirme Monterrey 100 000 $ +H – Dur – Tableaux                                | Ernesto Escobedo                      | Denis Kudla                               | 6-4, 6-4          |
| 10 octobre | Monterrey Open Afirme Monterrey 100 000 $ +H – Dur – Tableaux                                | Evan King Denis Kudla                 | Jarryd Chaplin Ben McLachlan              | 64-7, 6-4, [10-2] |
| 10 octobre | F.F. Coppola Winery Fairfield Men's Pro Challenger Fairfield 100 000 $ – Dur – Tableaux      | Santiago Giraldo                      | Quentin Halys                             | 4-6, 6-4, 6-2     |
| 10 octobre | F.F. Coppola Winery Fairfield Men's Pro Challenger Fairfield 100 000 $ – Dur – Tableaux      | Brian Baker Mackenzie McDonald        | Sekou Bangoura Eric Quigley               | 6-3, 6-4          |
| 10 octobre | Vietnam Open presented by Vietravel Hô-Chi-Minh-Ville 50 000 $ +H – Dur – Tableaux           | Jordan Thompson                       | Go Soeda                                  | 5-7, 7-5, 6-1     |
| 10 octobre | Vietnam Open presented by Vietravel Hô-Chi-Minh-Ville 50 000 $ +H – Dur – Tableaux           | Sanchai Ratiwatana Sonchat Ratiwatana | Jeevan Nedunchezhiyan Ramkumar Ramanathan | 7-5, 6-4          |
| 10 octobre | Copa Fila Buenos Aires 50 000 $ +H – Terre battue – Tableaux                                 | Renzo Olivo                           | Leonardo Mayer                            | 2-6, 7-63, 7-63   |
| 10 octobre | Copa Fila Buenos Aires 50 000 $ +H – Terre battue – Tableaux                                 | Julio Peralta Horacio Zeballos        | Sergio Galdós Fernando Romboli            | 7-65, 7-61        |
| 10 octobre | Morocco Tennis Tour Casablanca Casablanca 42 500 € – Terre battue – Tableaux                 | Maxime Janvier                        | Stéfanos Tsitsipás                        | 6-4, 6-0          |
| 10 octobre | Morocco Tennis Tour Casablanca Casablanca 42 500 € – Terre battue – Tableaux                 | Roman Jebavý Andrej Martin            | Dino Marcan Antonio Šančić                | 6-4, 6-2          |
| 17 octobre | Open Brest Arena Crédit Agricole Brest 106 500 € +H – Dur (int.) – Tableaux                  | Norbert Gombos                        | Yannik Reuter                             | 7-5, 6-2          |
| 17 octobre | Open Brest Arena Crédit Agricole Brest 106 500 € +H – Dur (int.) – Tableaux                  | Sander Arends Mateusz Kowalczyk       | Marco Chiudinelli Luca Vanni              | 62-7, 6-3, [10-5] |
| 17 octobre | Yinzhou Bank Ningbo Challenger Ningbo 125 000 $ – Dur – Tableaux                             | Lu Yen-hsun                           | Hiroki Moriya                             | 6-3, 6-1          |
| 17 octobre | Yinzhou Bank Ningbo Challenger Ningbo 125 000 $ – Dur – Tableaux                             | Jonathan Eysseric Serhiy Stakhovsky   | Stefan Kozlov Akira Santillan             | 6-4, 7-64         |
| 17 octobre | Las Vegas Tennis Open Las Vegas 50 000 $ +H – Dur – Tableaux                                 | Sam Groth                             | Santiago Giraldo                          | 64-7, 6-4, 7-5    |
| 17 octobre | Las Vegas Tennis Open Las Vegas 50 000 $ +H – Dur – Tableaux                                 | Brian Baker Matt Reid                 | Bjorn Fratangelo Denis Kudla              | 6-1, 7-5          |
| 17 octobre | Movistar Open by Cachantun Santiago 50 000 $ +H – Terre battue – Tableaux                    | Máximo González                       | Rogério Dutra Silva                       | 6-2, 7-65         |
| 17 octobre | Movistar Open by Cachantun Santiago 50 000 $ +H – Terre battue – Tableaux                    | Julio Peralta Horacio Zeballos        | Sergio Galdós Máximo González             | 6-3, 6-4          |
| 24 octobre | WHB Hungarian Open Budapest 64 000 € +H – Dur (int.) – Tableaux                              | Marius Copil                          | Steve Darcis                              | 6-4, 6-2          |
| 24 octobre | WHB Hungarian Open Budapest 64 000 € +H – Dur (int.) – Tableaux                              | Aliaksandr Bury Andreas Siljeström    | James Cerretani Philipp Oswald            | 7-63, 6-4         |
| 24 octobre | China International Suzhou Open Suzhou 75 000 $ – Dur – Tableaux                             | Lu Yen-hsun                           | Stefan Kozlov                             | 6-0, 6-1          |
| 24 octobre | China International Suzhou Open Suzhou 75 000 $ – Dur – Tableaux                             | Mikhail Elgin Alexander Kudryavtsev   | Andrea Arnaboldi Jonathan Eysseric        | 4-6, 6-1, [10-7]  |
| 24 octobre | Lima Challenger Copa Claro Lima 50 000 $ +H – Terre battue – Tableaux                        | Cristian Garín                        | Guido Andreozzi                           | 3-6, 7-5, 7-63    |
| 24 octobre | Lima Challenger Copa Claro Lima 50 000 $ +H – Terre battue – Tableaux                        | Sergio Galdós Leonardo Mayer          | Ariel Behar Gonzalo Lama                  | 6-2, 7-67         |
| 24 octobre | Latrobe City Traralgon Challenger Traralgon 50 000 $ – Dur – Tableaux                        | Jordan Thompson                       | Grega Žemlja                              | 6-1, 6-2          |
| 24 octobre | Latrobe City Traralgon Challenger Traralgon 50 000 $ – Dur – Tableaux                        | Matt Reid John-Patrick Smith          | Matthew Barton Matthew Ebden              | 6-4, 6-4          |
| 24 octobre | KPIT MSLTA Challenger Pune 50 000 $ – Dur – Tableaux                                         | Sadio Doumbia                         | Prajnesh Gunneswaran                      | 4-6, 6-4, 6-3     |
| 24 octobre | KPIT MSLTA Challenger Pune 50 000 $ – Dur – Tableaux                                         | Purav Raja Divij Sharan               | Luca Margaroli Hugo Nys                   | 3-6, 6-3, [11-9]  |
| 31 octobre | Challenger Ciudad de Guayaquil Guayaquil 50 000 $ +H – Terre battue – Tableaux               | Nicolás Kicker                        | Arthur De Greef                           | 6-3, 6-2          |
| 31 octobre | Challenger Ciudad de Guayaquil Guayaquil 50 000 $ +H – Terre battue – Tableaux               | Ariel Behar Fabiano de Paula          | Marcelo Arévalo Sergio Galdós             | 6-2, 6-4          |
| 31 octobre | Apis Canberra International Canberra 50 000 $ – Dur – Tableaux                               | James Duckworth                       | Marc Polmans                              | 7-5, 6-3          |
| 31 octobre | Apis Canberra International Canberra 50 000 $ – Dur – Tableaux                               | Luke Saville Jordan Thompson          | Matt Reid John-Patrick Smith              | 6-2, 6-3          |
| 31 octobre | Charlottesville Men's Pro Challenger Charlottesville 50 000 $ – Dur (int.) – Tableaux        | Reilly Opelka                         | Ruben Bemelmans                           | 6-4, 2-6, 7-65    |
| 31 octobre | Charlottesville Men's Pro Challenger Charlottesville 50 000 $ – Dur (int.) – Tableaux        | Brian Baker Sam Groth                 | Brydan Klein Ruan Roelofse                | 6-3, 6-3          |
| 31 octobre | Bauer Watertechnology Cup Eckental 35 000 € +H – Moquette (int.) – Tableaux                  | Steve Darcis                          | Alex De Minaur                            | 6-4, 6-2          |
| 31 octobre | Bauer Watertechnology Cup Eckental 35 000 € +H – Moquette (int.) – Tableaux                  | Kevin Krawietz Albano Olivetti        | Roman Jebavý Andrej Martin                | 68-7, 6-4, [10-7] |

### Novembre
| Date        | Tournoi                                                                                     | Vainqueurs                               | Finalistes                                | Score              |
| ----------- | ------------------------------------------------------------------------------------------- | ---------------------------------------- | ----------------------------------------- | ------------------ |
| 7 novembre  | Peugeot Slovak Open Bratislava 85 000 € +H – Dur (int.) – Tableaux                          | Norbert Gombos                           | Marius Copil                              | 7-68, 4-6, 6-3     |
| 7 novembre  | Peugeot Slovak Open Bratislava 85 000 € +H – Dur (int.) – Tableaux                          | Ken Skupski Neal Skupski                 | Purav Raja Divij Sharan                   | 4-6, 6-3, [10-5]   |
| 7 novembre  | Internationaux de tennis de Vendée Mouilleron-le-Captif 85 000 € +H – Dur (int.) – Tableaux | Julien Benneteau                         | Andrey Rublev                             | 7-5, 2-6, 6-3      |
| 7 novembre  | Internationaux de tennis de Vendée Mouilleron-le-Captif 85 000 € +H – Dur (int.) – Tableaux | Jonathan Eysseric Édouard Roger-Vasselin | Johan Brunström Andreas Siljeström        | 61-7, 7-63, [11-9] |
| 7 novembre  | Milo Open Bogotá Bogota 75 000 $ +H – Terre battue – Tableaux                               | Facundo Bagnis                           | Horacio Zeballos                          | 3-6, 6-3, 7-64     |
| 7 novembre  | Milo Open Bogotá Bogota 75 000 $ +H – Terre battue – Tableaux                               | Marcelo Arévalo Sergio Galdós            | Ariel Behar Gonzalo Escobar               | 6-4, 6-1           |
| 7 novembre  | Sparkassen ATP Challenger Ortisei 64 000 € – Dur (int.) – Tableaux                          | Stefano Napolitano                       | Alessandro Giannessi                      | 6-4, 6-1           |
| 7 novembre  | Sparkassen ATP Challenger Ortisei 64 000 € – Dur (int.) – Tableaux                          | Kevin Krawietz Albano Olivetti           | Frank Dancevic Marko Tepavac              | 6-4, 6-4           |
| 7 novembre  | Hyogo NOAH Challenger Kobe 50 000 $ +H – Dur (int.) – Tableaux                              | Chung Hyeon                              | James Duckworth                           | 6-4, 7-62          |
| 7 novembre  | Hyogo NOAH Challenger Kobe 50 000 $ +H – Dur (int.) – Tableaux                              | Daniel Masur Ante Pavić                  | Jeevan Nedunchezhiyan Christopher Rungkat | 4-6, 6-3, [10-6]   |
| 7 novembre  | Knoxville Challenger Knoxville 50 000 $ – Dur (int.) – Tableaux                             | Michael Mmoh                             | Peter Polansky                            | 7-5, 2-6, 6-1      |
| 7 novembre  | Knoxville Challenger Knoxville 50 000 $ – Dur (int.) – Tableaux                             | Peter Polansky Adil Shamasdin            | Ruben Bemelmans Joris De Loore            | 6-1, 6-3           |
| 14 novembre | Internazionali Citta di Brescia Brescia 42 500 € +H – Moquette (int.) – Tableaux            | Luca Vanni                               | Laurynas Grigelis                         | 65-7, 6-4, 7-68    |
| 14 novembre | Internazionali Citta di Brescia Brescia 42 500 € +H – Moquette (int.) – Tableaux            | Mikhail Elgin Alexander Kudryavtsev      | Wesley Koolhof Matwé Middelkoop           | 7-64, 6-3          |
| 14 novembre | Dunlop Srixon World Challenge Toyota 50 000 $ +H – Moquette (int.) – Tableaux               | James Duckworth                          | Tatsuma Ito                               | 7-5, 4-6, 6-1      |
| 14 novembre | Dunlop Srixon World Challenge Toyota 50 000 $ +H – Moquette (int.) – Tableaux               | Matt Reid John-Patrick Smith             | Jeevan Nedunchezhiyan Christopher Rungkat | 6-3, 6-4           |
| 14 novembre | Uruguay Open Montevideo 50 000 $ +H – Terre battue – Tableaux                               | Diego Schwartzman                        | Rogério Dutra Silva                       | 6-4, 6-1           |
| 14 novembre | Uruguay Open Montevideo 50 000 $ +H – Terre battue – Tableaux                               | Andrés Molteni Diego Schwartzman         | Fabiano de Paula Cristian Garín           | Forfait            |
| 14 novembre | JSM Challenger of Champaign-Urbana Champaign 50 000 $ – Dur (int.) – Tableaux               | Henri Laaksonen                          | Ruben Bemelmans                           | 7-5, 6-3           |
| 14 novembre | JSM Challenger of Champaign-Urbana Champaign 50 000 $ – Dur (int.) – Tableaux               | Austin Krajicek Tennys Sandgren          | Luke Bambridge Liam Broady                | 7-64, 7-62         |
| 21 novembre | Columbus Challenger II Columbus 75 000 $ – Dur (int.) – Tableaux                            | Stefan Kozlov                            | Tennys Sandgren                           | 6-1, 2-6, 6-2      |
| 21 novembre | Columbus Challenger II Columbus 75 000 $ – Dur (int.) – Tableaux                            | David O'Hare Joe Salisbury               | Luke Bambridge Cameron Norrie             | 6-3, 6-4           |
| 21 novembre | Andria e Castel del Monte Challenger Andria 42 500 € +H – Moquette (int.) – Tableaux        | Luca Vanni                               | Matteo Berrettini                         | 5-7, 6-0, 6-3      |
| 21 novembre | Andria e Castel del Monte Challenger Andria 42 500 € +H – Moquette (int.) – Tableaux        | Wesley Koolhof Matwé Middelkoop          | Roman Jebavý Zdeněk Kolář                 | 6-3, 6-3           |
| 21 novembre | Astana Challenger Capital Cup Astana 50 000 $ +H – Dur (int.) – Tableaux                    | Yoshihito Nishioka                       | Denis Istomin                             | 6-4, 64-7, 7-63    |
| 21 novembre | Astana Challenger Capital Cup Astana 50 000 $ +H – Dur (int.) – Tableaux                    | Timur Khabibulin Aleksandr Nedovyesov    | Mikhail Elgin Denis Istomin               | 7-67, 6-2          |

## Statistiques

### En simple
| Joueur                | Nombre | Titres                                                             |
| --------------------- | ------ | ------------------------------------------------------------------ |
| Facundo Bagnis        | 6      | Buenos Aires, Rio de Janeiro, Santiago, Medellín, Campinas, Bogota |
| Lu Yen-hsun           | 4      | Surbiton, Ilkley, Ningbo, Suzhou                                   |
| Gerald Melzer         | 4      | Mendoza, Bucaramanga, Cuernavaca, Mohammédia                       |
| Jordan Thompson       | 4      | Cherbourg, Anning, Hô-Chi-Minh-Ville, Traralgon                    |
| Radu Albot            | 3      | Fürth, Ferghana, Poznań                                            |
| Steve Darcis          | 3      | Lyon, Trnava, Eckental                                             |
| James Duckworth       | 3      | Bangkok, Canberra, Toyota                                          |
| Daniel Evans          | 3      | Drummondville, Taipei, Aptos                                       |
| Malek Jaziri          | 3      | Guadalajara, Le Gosier, Istanbul                                   |
| Darian King           | 3      | Cali, Binghamton, Tiburon                                          |
| Luca Vanni            | 3      | Ségovie, Brescia, Andria                                           |
| Mikhail Youzhny       | 3      | Bangkok I, Bangkok II, Manille                                     |
| Guido Andreozzi       | 2      | St-Domingue, Vicence                                               |
| Nikoloz Basilashvili  | 2      | Canton, Heilbronn                                                  |
| Ričardas Berankis     | 2      | Gwangju, Nankin                                                    |
| Chung Hyeon           | 2      | Kaohsiung, Kobe                                                    |
| Evgeny Donskoy        | 2      | Ra'anana, Astana                                                   |
| Kyle Edmund           | 2      | Dallas, Rome                                                       |
| Gastão Elias          | 2      | Turin, Mestre                                                      |
| Ernesto Escobedo      | 2      | Lexington, Monterrey                                               |
| Federico Gaio         | 2      | San Benedetto, Biella                                              |
| Santiago Giraldo      | 2      | Prague, Fairfield                                                  |
| Norbert Gombos        | 2      | Brest, Bratislava                                                  |
| Robin Haase           | 2      | Scheveningen, Sibiu                                                |
| Pierre-Hugues Herbert | 2      | Bergame, Orléans                                                   |
| Nicolás Kicker        | 2      | Pérouse, Guayaquil                                                 |
| Konstantin Kravchuk   | 2      | Busan, Tachkent                                                    |
| Mikhail Kukushkin     | 2      | Prostějov, Moscou                                                  |
| Henri Laaksonen       | 2      | Shanghai, Champaign                                                |
| Paolo Lorenzi         | 2      | Canberra, Caltanissetta                                            |
| Maximilian Marterer   | 2      | Meknès, Kénitra                                                    |
| Florian Mayer         | 2      | Portorož, Meerbusch                                                |
| Yoshihito Nishioka    | 2      | Winnetka, Astana                                                   |
| Renzo Olivo           | 2      | Santos, Buenos Aires                                               |
| Adam Pavlásek         | 2      | Prague, Banja Luka                                                 |
| Jan Šátral            | 2      | Marbourg, Rome                                                     |
| Diego Schwartzman     | 2      | Barranquilla, Montevideo                                           |
| João Souza            | 2      | Cortina, Fano                                                      |
| Jan-Lennard Struff    | 2      | Alphen-sur-le-Rhin, Mons                                           |
| Frances Tiafoe        | 2      | Granby, Stockton                                                   |
| Horacio Zeballos      | 2      | Propad, Båstad                                                     |

| Nombre | Pays |
| ------ | --- |
| 20     | Argentine                                                                                               |
| 11     | France, Italie                                                                                          |
| 10     | Allemagne, Australie, Russie                                                                            |
| 9      | États-Unis                                                                                              |
| 6      | Japon                                                                                                   |
| 5      | Belgique, Brésil, Royaume-Uni, Taipei chinois                                                           |
| 4      | Autriche, République tchèque, Serbie                                                                    |
| 3      | Barbade, Colombie, Kazakhstan, Moldavie, Slovaquie, Suisse, Tunisie                                     |
| 2      | Chili, Corée du Sud, Géorgie, Lituanie, Pays-Bas, Portugal, Ukraine                                     |
| 1      | Canada, Chine, Danemark, Espagne, Irlande, Israël, Norvège, Pologne, Roumanie, Slovénie, Suède, Turquie |

### En double
| Joueur                  | Nombre | Titres                                                 |
| ----------------------- | ------ | ------------------------------------------------------ |
| James Cerretani         | 5      | Drummondville, Le Gosier, Marbourg, Brunswick, Cortina |
| Johan Brunström         | 4      | Bangkok I, Manille, Barletta, Bordeaux                 |
| Aliaksandr Bury         | 4      | Kazan, Prostějov, Cordenons, Szczecin                  |
| Philipp Oswald          | 4      | Aix, Marbourg, Brunswick, Cortina                      |
| Julio Peralta           | 4      | Bucaramanga, Santiago, Tallahassee, Gênes              |
| Andreas Siljeström      | 4      | Bangkok I, St-Brieuc, Barletta, Bordeaux               |
| Facundo Argüello        | 3      | Sarasota, Furth, Moscou                                |
| Andre Begemann          | 3      | Biella, Cordenons, Szczecin                            |
| Andrey Golubev          | 3      | Onkaparinga, Vicence, Poprad                           |
| Gong Maoxin             | 3      | Kyoto, Zhuhai, Chengdu                                 |
| Hsieh Cheng-peng        | 3      | Taipei, Gimcheon, Shanghai                             |
| Wesley Koolhof          | 3      | Bangkok II, Ilkley, Scheveningen                       |
| Tristan Lamasine        | 3      | Quimper, Lyon, Gatineau                                |
| Nikola Mektić           | 3      | Onkaparinga, Vicence, Manerbio                         |
| Matwé Middelkoop        | 3      | Bangkok II, Ilkley, Scheveningen                       |
| Fabrício Neis           | 3      | São Paulo, Mestre, Todi                                |
| Albano Olivetti         | 3      | Wrocław, Quimper, Recanati                             |
| Hans Podlipnik-Castillo | 3      | Santiago, Turin, Cali                                  |
| Purav Raja              | 3      | Manchester, Surbiton, Ségovie                          |
| Alexander Satschko      | 3      | Guadalajara, Naples, Blois                             |
| Luke Saville            | 3      | Launceston, Shenzhen, Lexington                        |
| Max Schnur              | 3      | Drummondville, Milan, Tampere                          |
| Divij Sharan            | 3      | Manchester, Surbiton, Ségovie                          |
| Ken Skupski             | 3      | Bergame, Cherbourg, Saint-Rémy                         |
| Neal Skupski            | 3      | Bergame, Cherbourg, Saint-Rémy                         |
| John-Patrick Smith      | 3      | Séoul, Winnetka, Binghamton                            |
| Jordan Thompson         | 3      | Launceston, Shenzhen, Lexington                        |
| Andrei Vasilevski       | 3      | Samarcande, Astana, Meerbusch                          |
| Yi Chu-huan             | 3      | Kyoto, Zhuhai, Shanghai                                |
| Igor Zelenay            | 3      | Kazan, Prostějov, Prague II                            |

| Nombre | Pays |
| ------ | --- |
| 14     | États-Unis |
| 10     | France |
| 9      | Argentine |
| 8      | Allemagne, Australie, Biélorussie, Inde, Taipei chinois                                                           |
| 7      | Autriche, Brésil, Suède                                                                                           |
| 6      | Chili, Chine, Pays-Bas                                                                                            |
| 5      | Croatie, Slovaquie                                                                                                |
| 4      | Espagne, Italie, Russie                                                                                           |
| 3      | Kazakhstan, Mexique, Royaume-Uni                                                                                  |
| 2      | Canada, Colombie, Nouvelle-Zélande, Pologne, République tchèque, Suisse, Thaïlande, Ukraine, Uruguay, Venezuela   |
| 1      | Afrique du Sud, Belgique, Danemark, Égypte, Équateur, Géorgie, Pakistan, Portugal, République dominicaine, Serbie |